# New York Islanders
New York Islanders é um time de hóquei no gelo norte-americano da National Hockey League sediado em Elmont, Nova Iorque.  Foi fundado em 1972 para impedir que a liga rival World Hockey Association se aproveitasse do ginásio de Long Island, o Nassau Veterans Memorial Coliseum na cidade suburbana de Uniondale. Em 2015, os Islanders se mudaram para o Barclays Center no bairro nova-iorquino do Brooklyn. Atualmente, jogam seus jogos em casa na UBS Arena, em Elmont. Venceram 4 vezes a Stanley Cup.

## Fatos

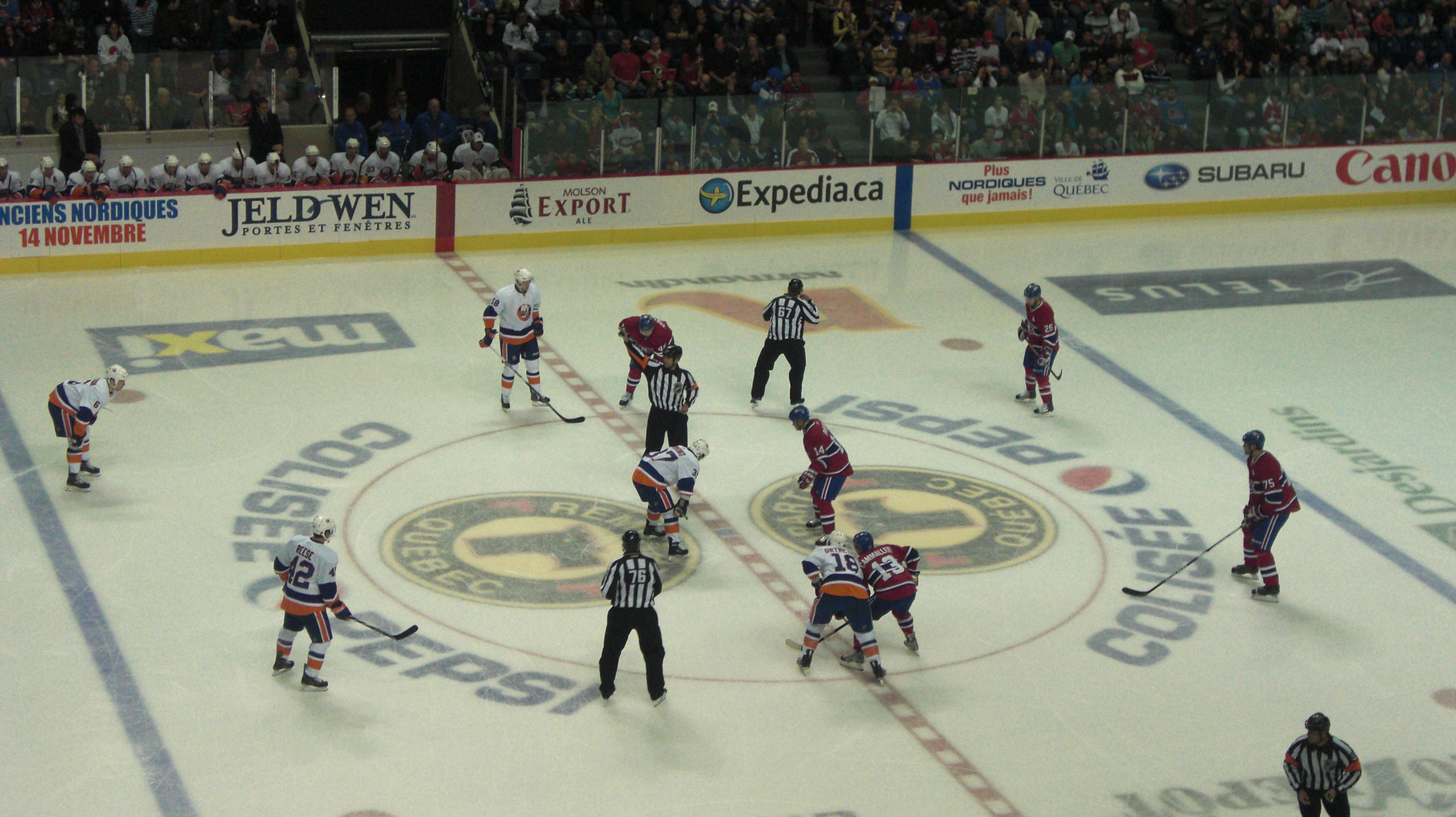
faceoff durante uma partida Montreal VS Islanders (2 de outubro de 2010 / temporada 2010-2011)

Stanley Cup: 4 - 1979-80, 1980-81, 1981-82, 1982-83
Fundação: 1972
Arena: UBS Arena (capacidade 17,255)
Design Logo: um círculo com "NY", sendo que a base do Y forma um taco de hóquei estilizado, o mapa de Long Island, e a palavra "ISLANDERS"
Rivais: New York Rangers, New Jersey Devils, Philadelphia Flyers
Campeonatos da Conferência: 6: 1977-78, 1978-79, 1979-80, 1980-81, 1981-82, 1982-83, 1983-84
Campeonatos de Divisão: 6: 1977-78, 1978-79, 1980-81, 1981-82, 1983-84, 1987-88, 2020-21

## Jogadores Importantes

### Elenco Atual
Atualizado em 29/06/21
| Goleiros | Goleiros | Goleiros        | Goleiros | Goleiros  | Goleiros           | Goleiros                 |
| Número   | -        | Nome            | FIN      | Adquirido | Data de Nascimento | Nascido em               |
| -------- | -------- | --------------- | -------- | --------- | ------------------ | ------------------------ |
| 30       | -        | Ilya Sorokin    | D        | 2014      | 04/08/95           | Mezhdurechensk, Russia   |
| 40       | -        | Semyon Varlamov | E        | 2019      | 27/04/88           | Saint Petersburg, Russia |
| 35       | -        | Cory Schneider  | E        | 2021      | 18/03/86           | Marblehead, Ma           |

| Defensores | Defensores     | Defensores     | Defensores | Defensores | Defensores         | Defensores              | Defensores |
| Número     |                | Nome           | FIN        | Adquirido  | Data de Nascimento | Nascido em              |            |
| ---------- | -------------- | -------------- | ---------- | ---------- | ------------------ | ----------------------- | ---------- |
| 8          | Canadá         | Noah Dobson    | D          | 2018       | 07/01/00           | Summerside, PE          |            |
| 2          | Estados Unidos | Nick Leddy     | E          | 2014       | 2014               | Eden Prairie, Minnesota |            |
| 24         | Estados Unidos | Scott Mayfield | D          | 2011       | 14/10/92           | Saint Louis, MO         |            |
| 3          | Canadá         | Adam Pelech    | E          | 2015       | 16/08/94           | Toronto, Ontario        |            |
| 6          | Canadá         | Ryan Pulock    | D          | 2013       | 06/10/94           | Dauphin, MB             |            |
| 4          | Estados Unidos | Andy Greene    | E          | 2010       | 30/10/82           | Trenton, MI             |            |
| 25         | Canadá         | Sebastian Aho  | E          | 2017       | 17/02/96           | Umea, Sweden            |            |
| 48         | Canadá         | Samuel Bolucd  | E          | 2019       | 09/12/00           | Laval, QC               |            |
| 14         | Canadá         | Thomas Hickey  | E          | 2013       | 08/02/89           | Calgary, Alberta        |            |

| Centros | Centros        | Centros             | Centros | Centros   | Centros            | Centros              |
| Número  |                | Nome                | FIN     | Adquirido | Data de Nascimento | Nascido em           |
| ------- | -------------- | ------------------- | ------- | --------- | ------------------ | -------------------- |
| 12      | Canadá         | Josh Bailey -A      | E       | 2008      | 02/10/89           | Bowmanville, Ontario |
| 13      | Canadá         | Mathew Barzal       | D       | 2015      | 26/05/97           | Coquitlam, BC        |
| 53      | Canadá         | Casey Cizikas       | E       | 2009      | 27/02/91           | Toronto, ON          |
| 27      | Estados Unidos | Anders Lee -C       | E       | 2009      | 03/07/90           | Edina, Minnesota     |
| 29      | Estados Unidos | Brock Nelson        | E       | 2010      | 15/10/91           | Warroad, Minnesota   |
| 44      | Canadá         | Jean-Gabriel Pageau | D       | 2020      | 11/11/92           | Ottawa, ON           |
| 14      | Canadá         | Travis Zajac        | D       | 2021      | 13/05/85           | Winnipeg, MB         |

| Número | -              | Nome                | FIN | Adquirido | Data de nascimento | Nascido em        |
| ------ | -------------- | ------------------- | --- | --------- | ------------------ | ----------------- |
| 18     | Canadá         | Anthony Beauvillier | E   | 2015      | 08/06/97           | Sorel, QC         |
| 20     | Estados Unidos | Kieffer Bellows     | E   | 2016      | 10/06/98           | Edina, MN         |
| 32     | Canadá         | Ross Johnston       | E   | 2015      | 18/02/94           | Charlottetown, PE |
| 17     | Canadá         | Matt Martin         | E   | 2018      | 08/05/89           | Windsor, ON       |
| 28     | Estados Unidos | Michael Dal Colle   | E   | 2014      | 20/06/96           | Woodbridge, ON    |

| Número | -              | Nome             | FIN | Adquirido | Data de Nascimento | Nascido em    |
| ------ | -------------- | ---------------- | --- | --------- | ------------------ | ------------- |
| 15     | Canadá         | Cal Clutterbuck  | D   | 2013      | 18/11/87           | Welland, ON   |
| 7      | Canadá         | Jordan Eberle    | D   | 2017      | 15/05/90           | Regina, SK    |
| 47     | Finlândia      | Leo Komarov      | E   | 2018      | 23/01/91           | Narva, USSR   |
| 21     | Estados Unidos | Kyle Palmieri    | D   | 2021      | 01/02/91           | Smithtown, NY |
| 26     | Estados Unidos | Oliver Wahlstrom | D   | 2018      | 13/06/00           | Yarmouth, ME  |

### Membros do Hall da Fama do Hóquei
- Mike Bossy (1991)
- Denis Potvin (1991)
- Billy Smith (1993)
- Bill Torrey (1995)
- Al Arbour (1996)
- Bryan Trottier (1997)
- Clark Gillies (2002)
- Pat LaFontaine (2003)

### Capitães
- Ed Westfall 1972-76
- Ed Westfall & Clark Gillies 1976-77
- Clark Gillies 1977-79
- Denis Potvin 1979-87
- Brent Sutter 1987-91
- Brent Sutter & Patrick Flatley 1991-92
- Patrick Flatley 1992-96
- Sem capitão 1996-97
- Bryan McCabe & Trevor Linden 1997-98
- Trevor Linden 1998-99
- Kenny Jönsson 1999-00
- Sem capitão 2000-01
- Michael Peca 2001-05
- Alexei Yashin 2005-07
- Bill Guerin 2007–09
- Doug Weight 2009–11
- Mark Streit 2011–13
- John Tavares 2013–

### Números aposentados
- 5 Denis Potvin, D, 1973-88
- 9 Clark Gillies, LW, 1974-86
- 19 Bryan Trottier, C, 1975-90
- 22 Mike Bossy, RW, 1977-87
- 23 Bob Nystrom, RW, 1973-86
- 27 John Tonelli, LW, 1978-1986
- 31 Billy Smith, G, 1972-89
- 91 Butch Goring, C, 1979-1985
- 99 Wayne Gretzky, C, 1979-99 (aposentado em toda a NHL)
- 739 Al Arbour, Técnico, 1973-86 & 1988-94 (honrando suas 739 vitórias em temporada regular no comando dos Islanders)
- Bill Torrey, General Manager, 1972-92 (com o termo "The Architect" e uma gravata em seu banner, que era sua marca registrada, ao invés de um número)

### Escolhas de Primeira Rodada
- 1972:   Bill Harris (1º geral)
- 1973:   Denis Potvin (1º geral)
- 1974:   Clark Gillies (4º geral)
- 1975:   Pat Price (11º geral)
- 1976:   Alex McKendry (14º geral)
- 1977:   Mike Bossy (15º geral)
- 1978:   Steve Tambellini (15º geral)
- 1979:   Duane Sutter (17º geral)
- 1980:   Brent Sutter (17º geral)
- 1981:   Paul Boutilier (21º geral)
- 1982:   Patrick Flatley (21º geral)
- 1983:   Pat LaFontaine (3º geral) & Gerald Diduck (16º geral)
- 1984:   Duncan MacPherson (20º geral)
- 1985:   Brad Dalgarno (6º geral) & Derek King (13º geral)
- 1986:   Tom Fitzgerald (17º geral)
- 1987:   Dean Chynoweth (13º geral)
- 1988:   Kevin Cheveldayoff (16º geral)
- 1989:   David Chyzowski (2º geral)
- 1990:   Scott Scissons (6º geral)
- 1991:   Scott Lachance (4º geral)
- 1992:   Darius Kasparaitis (5º geral)
- 1993:   Todd Bertuzzi (23th geral)
- 1994:   Brett Lindros (9º geral)
- 1995:   Wade Redden (2º geral)
- 1996:   Jean-Pierre Dumont (3º geral)
- 1997:   Roberto Luongo (4º geral) & Eric Brewer (5º geral)
- 1998:   Michael Rupp (9º geral)
- 1999:   Tim Connolly (5º geral), Taylor Pyatt (8º geral), Branislav Mezei (10º geral) & Kristian Kudroc (28º geral)
- 2000:   Rick DiPietro (1º geral) & Raffi Torres (5º geral)
- 2001:   Nenhuma
- 2002:   Sean Bergenheim (22º geral)
- 2003:   Robert Nilsson (15º geral)
- 2004:   Petteri Nokelainen (16º geral)
- 2005:   Ryan O'Marra (15º geral)
- 2006:   Kyle Okposo (7º geral)
- 2007: Nenhuma
- 2008: Josh Bailey (9º geral)
- 2009: John Tavares (1º geral), Calvin de Haan (12º geral)
- 2010: Nino Niederreiter (5º geral), Brock Nelson (30º geral)
- 2011: Ryan Strome (5º geral)
- 2012: Griffin Reinhart (4º geral)
- 2013: Ryan Pulock (15º geral)
- 2014: Michael Dal Colle (5º geral), Joshua Ho-Sang (28º geral)
- 2015: Matthew Barzal (16º geral)

### Líderes em Pontos da Franquia
Esses são os dez maiores pontuadores da história do New York Islanders. Os números são atualizados ao final de cada temporada da NHL.
Nota: GP = Jogos, G = Gols, A = Assistências, Pts = Pontos
| Player         | POS | GP   | G   | A   | Pts  |
| -------------- | --- | ---- | --- | --- | ---- |
| Bryan Trottier | C   | 1123 | 500 | 853 | 1353 |
| Mike Bossy     | RW  | 752  | 573 | 553 | 1126 |
| Denis Potvin   | D   | 1060 | 310 | 742 | 1052 |
| Clark Gillies  | LW  | 872  | 304 | 359 | 663  |
| Brent Sutter   | C   | 694  | 287 | 323 | 610  |
| Pat LaFontaine | C   | 530  | 287 | 279 | 566  |
| John Tonelli   | LW  | 594  | 206 | 338 | 544  |
| Bob Bourne     | C   | 814  | 238 | 304 | 542  |
| Bob Nystrom    | RW  | 900  | 235 | 278 | 513  |
| Derek King     | LW  | 638  | 211 | 288 | 499  |

## Prêmios e troféus na NHL
Stanley Cup
- 1979-80, 1980-81, 1981-82, 1982-83

Troféu Prince of Wales
- 1981-82, 1982-83, 1983-84

Troféu Clarence S. Campbell
- 1977-78, 1978-79, 1980-81

Troféu Hart Memorial
- Bryan Trottier: 1978-79

Troféu Art Ross
- Bryan Trottier: 1978-79

Troféu Memorial James Norris
- Denis Potvin: 1975-76, 1977-78, 1978-79

Troféu Vezina
- Billy Smith: 1981-82

Troféu Conn Smythe
- Bryan Trottier: 1979-80
- Butch Goring: 1980-81
- Mike Bossy: 1981-82
- Billy Smith: 1982-83

Troféu Frank J. Selke
- Michael Peca: 2001-02

Troféu Memorial Calder
- Denis Potvin: 1973-74
- Bryan Trottier: 1975-76
- Mike Bossy: 1977-78
- Bryan Berard: 1996-97

Troféu William M. Jennings
- Billy Smith & Roland Melanson: 1982-83

Troféu Bill Masterton Memorial Trophy
- Ed Westfall: 1976-77
- Mark Fitzpatrick: 1991-92

Troféu King Clancy Memorial
- Bryan Trottier:  1988-89
- Doug Weight: 2010-11

Troféu Lady Byng Memorial
- Mike Bossy: 1982-83, 1983-84, 1985-86
- Pierre Turgeon: 1992-93

Prêmio Jack Adams
- Al Arbour: 1978-79

Troféu Lester Patrick
- Bill Torrey: 1982-83
- Al Arbour: 1991-92
- Ken Morrow: 1995-96
- Pat LaFontaine: 1996-97

## Recordes Individuais
- Mais Gols em uma temporada: Mike Bossy, 69 (1978-79)
- Mais Assistências em uma temporada: Bryan Trottier, 87 (1978-79)
- Mais Pontos em uma temporada: Mike Bossy, 147 (1981-82)
- Mais Minutos de Penalidade em uma temporada: Brian Curran, 356 (1986-87)
- Mais Pontos em uma temporada, defensor: Denis Potvin, 101 (1978-79)
- Mais Pontos em uma temporada, novato: Bryan Trottier, 95 (1975-76)
- Mais Vitórias em uma temporada: Jaroslav Halak, 34 (2014-15)

## Links
- Site oficial